# دهستان اخند
دهستان اخند، یکی از دهستان‌های بخش مرکزی شهرستان عسلویه در استان بوشهر ایران است. مرکز این دهستان، روستای اخند است.

## جمعیت
بر پایه سرشماری عمومی نفوس و مسکن در سال ۱۳۹۵، جمعیت دهستان اخند برابر با ۱۰٬۳۸۵ نفر بوده‌است.